# Ellös
Ellös is een plaats in de gemeente Orust in het landschap Bohuslän en de provincie Västra Götalands län in Zweden. De plaats heeft 988 inwoners (2005) en een oppervlakte van 113 hectare.

## Verkeer en vervoer
Bij de plaats loopt de Länsväg 178.